# The Who Tour 1981
The Who Tour 1981 fue una gira mundial de la banda británica The Who durante 1981.

## Lista de canciones
1. "Substitute"
2. "I Can't Explain"
3. "Baba O'Riley"
4. "The Quiet One" (John Entwistle)
5. "Don't Let Go the Coat"
6. "Sister Disco "
7. "Music Must Change" (frequently replaced with "Dreaming from the Waist" later in the tour)
8. "You Better You Bet"
9. "Drowned"
10. "Another Tricky Day"
11. "Behind Blue Eyes"
12. "Pinball Wizard"
13. "The Punk and the Godfather" (played regularly starting about halfway through the tour)
14. "Who Are You" (closed the regular set at some earlier shows)
15. "5.15"
16. "Long Live Rock" (not played every night)
17. "My Generation" (usually including "Whatcha Gonna Do About It" (Ian Samwell, Ronnie Lane, Steve Marriott) starting 31 January)
18. "Won't Get Fooled Again" (played earlier in the set at some earlier shows)

1. "Substitute"
2. "I Can't Explain"
3. "Baba O'Riley"
4. "The Quiet One" (John Entwistle)
5. "Don't Let Go the Coat"
6. "Sister Disco "
7. "You Better You Bet"
8. "Drowned"
9. "Behind Blue Eyes"
10. "Another Tricky Day"
11. "Pinball Wizard"
12. "Who Are You"
13. "5.15"
14. "My Generation" (including "Whatcha Gonna Do About It" (Ian Samwell, Ronnie Lane, Steve Marriott))
15. "Won't Get Fooled Again"

Encores:
1. "Summertime Blues" (Eddie Cochran, Jerry Capehart)
2. "Twist and Shout" (Phil Medley, Bert Russell)
3. "See Me, Feel Me"

## Fechas de la gira
| Fecha                 | Ciudad                  | País            | Lugar                              |
| Europa                | Europa                  | Europa          | Europa                             |
| --------------------- | ----------------------- | --------------- | ---------------------------------- |
| 25 de enero de 1981   | Leicester               | England         | Granby Halls                       |
| 26 de enero de 1981   | Sheffield               | England         | City Hall                          |
| 30 de enero de 1981   | St Austell              | England         | Cornwall Coliseum                  |
| 31 de enero de 1981   | St Austell              | England         | Cornwall Coliseum                  |
| 3 de febrero de 1981  | London                  | England         | Rainbow Theatre                    |
| 4 de febrero de 1981  | London                  | England         | Rainbow Theatre                    |
| 7 de febrero de 1981  | Brighton                | England         | Brighton Centre                    |
| 8 de febrero de 1981  | London                  | England         | Lewisham Odeon                     |
| 9 de febrero de 1981  | London                  | England         | Lewisham Odeon                     |
| 14 de febrero de 1981 | Glasgow                 | Scotland        | Apollo                             |
| 19 de febrero de 1981 | Edinburgh               | Scotland        | Edinburgh Playhouse                |
| 20 de febrero de 1981 | Edinburgh               | Scotland        | Edinburgh Playhouse                |
| 24 de febrero de 1981 | Newcastle upon Tyne     | England         | Newcastle City Hall                |
| 25 de febrero de 1981 | Newcastle upon Tyne     | England         | Newcastle City Hall                |
| 28 de febrero de 1981 | Queensferry, Flintshire | England         | WALES, Deeside Leisure Centre      |
| 1 de marzo de 1981    | Manchester              | England         | Apollo                             |
| 2 de marzo de 1981    | Manchester              | England         | Apollo                             |
| 6 de marzo de 1981    | Birmingham              | England         | National Exhibition Centre         |
| 7 de marzo de 1981    | Birmingham              | England         | National Exhibition Centre         |
| 9 de marzo de 1981    | London                  | England         | Wembley Arena                      |
| 10 de marzo de 1981   | London                  |                 | Wembley Arena                      |
| 11 de marzo de 1981   | London                  |                 | Wembley Arena                      |
| 14 de marzo de 1981   | Southampton             | Gaumont Theatre |                                    |
| 15 de marzo de 1981   | Southampton             | Gaumont Theatre |                                    |
| Aparición en TV       |                         |                 |                                    |
| 28 de marzo de 1981   | Essen                   | Germany         | Grugahalle (Rockpalast TV program) |